# Борисов, Пётр Алексеевич
Пётр Алексеевич Бори́сов (16 января1878 года — 23 ноября 1963 года) — русский и советский учёный-геолог, петрограф, заслуженный деятель науки Карело-Финской ССР (1947), инициатор создания и первый директор Института геологии Карельского научного центра РАН.

## Биография
Родился 16 января 1878 г. (по другим данным — 28 декабря 1877 г.) в г. Чугуеве в семье техника по дорожному строительству.
Окончил мужскую гимназию в Санкт-Петербурге. Будучи дважды отчисленным из Санкт-Петербургского университета за участие в студенческих забастовках, в 1903 году окончил физико-математический факультет с дипломом первой степени. В 1905—1912 годах работал ассистентом на кафедре минералогии Петербургского университета и учёным-хранителем геологического музея кафедры под руководством профессора Иностранцева А. А..
С 1908 года занимался геологическими исследованиями в Олонецкой губернии, результатом которых стало открытие таких минералов, как кубических кварцев, доломитов с кристаллами силикатов и гюмбелита. Была составлена геологическая карта Олонецкой губернии (1910).
В 1913—1930 годах — профессор на кафедре геологии Каменноостровского сельскохозяйственного института (в дальнейшем — Петроградский сельскохозяйственный институт). В период преподавания в институте им был составлен ряд руководств и учебников по минералогии и кристаллографии, геоморфологии и агрономической геологии.
После Великой Октябрьской революции Борисовым были организованы работы по изучению пегматитов Беломорья, поспособствовавшие открытию ряда крупных месторождений этого минерала, что позволило использовать отечественное сырье в фарфоровой промышленности. География исследований расширялась, разработки проводились по всей Карелии и Архангельской губернии. В процессе работы на Кольском полуострове были обнаружены промышленные концентрации кианита, разрешившие кианитовую проблему «Больших Кейв».
Особое внимание Борисов уделял изучению каменных строительных материалов — гранитов, мраморов, кварцитов, диабазов — а также использованию различных минералов (таких как диктионемовые и шунгитовые сланцы) в качестве минеральных удобрений, поднимал вопрос об использовании шунгита в качестве энергетического топлива.
В 1930—1948 годах руководил горнорудной секцией Ленинградского геологического управления комитета по геологии СССР. В апреле 1950 года утверждён в учёной степени доктора геолого-минералогических наук без защиты диссертации.
В 1946 г. Борисов был привлечен к организации сектора геологии при вновь созданной Карело-Финской базе АН СССР, назначен руководителем Института геологии Карельского научного центра РАН.

## Научные труды
Автор более 60 научных работ по изучению новых видов минерального сырья.
- Геология и орография. История горного дела. Полезные ископаемые // Материалы по статистико-экономическому описанию Олонецкого края. — СПб., 1910
- Лекции кристаллографии. — СПб., 1913
- Керамические пегматиты Карело-Финской ССР. — Петрозаводск, 1948
- Карельский декоративный камень. — Петрозаводск, 1949
- Карельские шунгиты. — Петрозаводск, 1956 — 92 с.: ил.
- Каменные строительные материалы Карелии. — Петрозаводск, 1963—367 с.: ил.

## Награды
- 2 ордена Трудового Красного Знамени (в том числе 31.05.1947)[3]
- медали[3]